# Portuñol (canção)
"Portuñol" é uma canção gravada por Claudia Leitte em parceria com Beto Perez. A canção foi gravada para o Zumba Fitness. Foi lançada em serviços de streaming em 5 de janeiro de 2015. Um videoclipe para a canção foi lançado em 28 de dezembro de 2014. A canção contém trechos na língua portuguesa, língua inglesa e língua espanhola. Uma versão curta da canção está presente na versão promocional do extended play Sette.

## Lançamento
Em 4 de março de 2014, a canção foi apresentada por Beto Perez em uma pool party no Hotel Claudia Leitte durante o Carnaval. Em 28 de julho de 2014, uma versão em baixa qualidade da canção vazou na internet, sendo noticiada em diversos veículos.
O lançamento oficial da canção ocorreu no dia 5 de janeiro de 2015 através do serviço de streaming. A versão single é diferente da versão presente na edição promocional do extended play Sette da cantora Claudia Leitte. O videoclipe foi lançado em 28 de dezembro de 2014 pelo Facebook do Zumba Fitness.

## Formatos e faixas
- Streaming[1]

1. "Portuñol" (feat. Beto Perez) - 4:05

- Outras versões[3]

1. "Portuñol" (feat. Beto Perez) [Album Version] - 3:55

## Videoclipe
O videoclipe da canção foi gravado em 2 e 3 de dezembro de 2013 em São Paulo. Durante o videoclipe, Claudia e Beto usaram roupas de uma futura coleção da "Zumba Wear". O videoclipe foi lançado em 28 de dezembro de 2014, mais de um ano após as gravações.

## Histórico de lançamento
| Região | Data                   | Formato(s) | Gravadora     |
| ------ | ---------------------- | ---------- | ------------- |
| Mundo  | 28 de dezembro de 2014 | videoclipe | Zumba Fitness |
| Mundo  | 5 de janeiro de 2015   | streaming  | Zumba Fitness |